# 16-мм киноплёнка
16-мм киноплёнка — киноплёнка шириной 15,95±0,025 миллиметра с одним или двумя рядами перфорации. Получила широкое распространение в современном кинопроизводстве с небольшими бюджетами. 

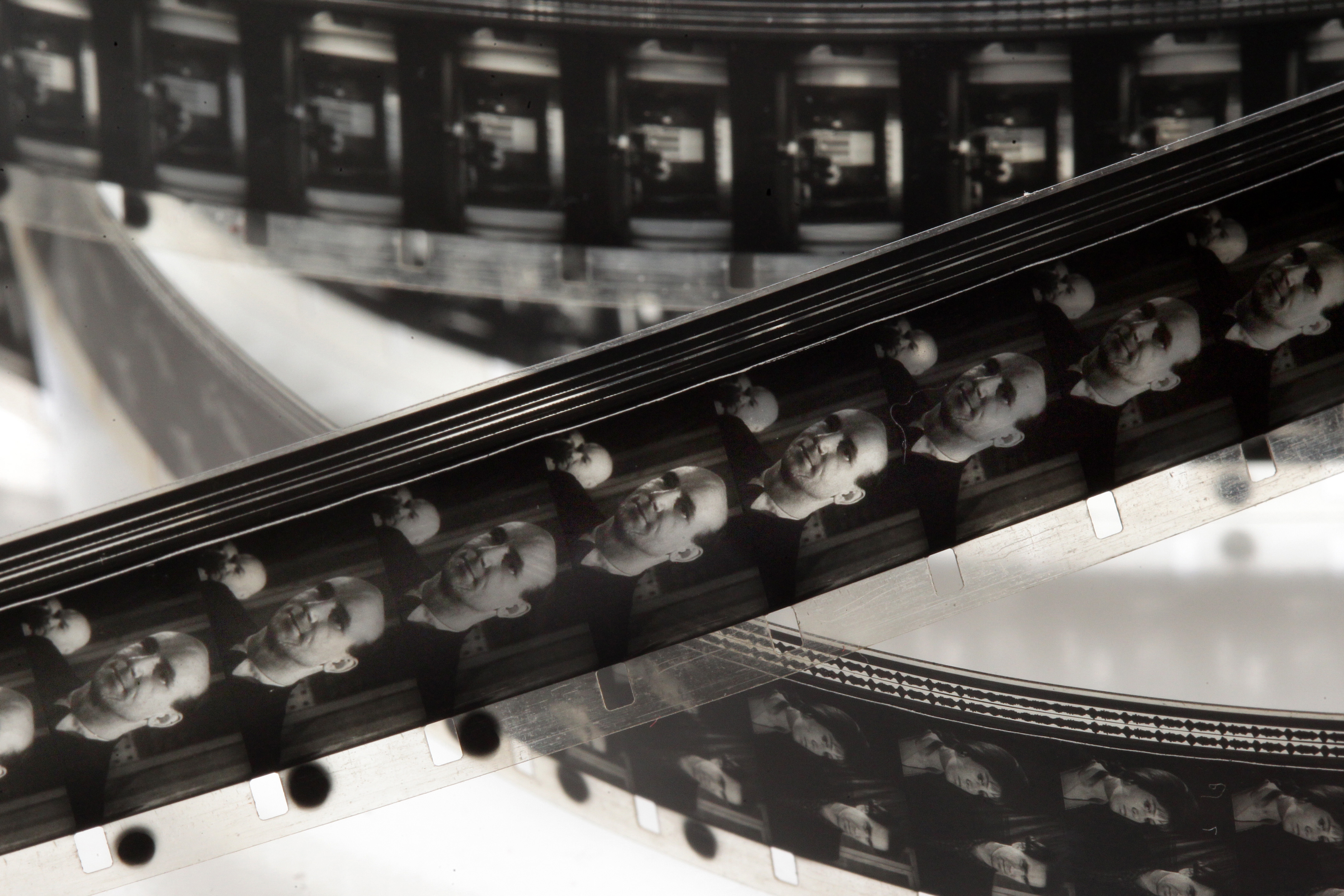
Фильмокопия чёрно-белого звукового фильма на 16-мм киноплёнке

До недавнего времени использовалась кинопередвижками и в учебных заведениях для кинопоказа при небольших зрительских аудиториях. Кроме того, 16-мм киноплёнка была распространена в исследовательских работах, например для высокоскоростной киносъёмки. Разновидностью 16-мм киноплёнки считается двойная плёнка шириной 32-мм, предназначенная для тиражирования фильмов в этом формате с последующим разрезанием.

## Особенности

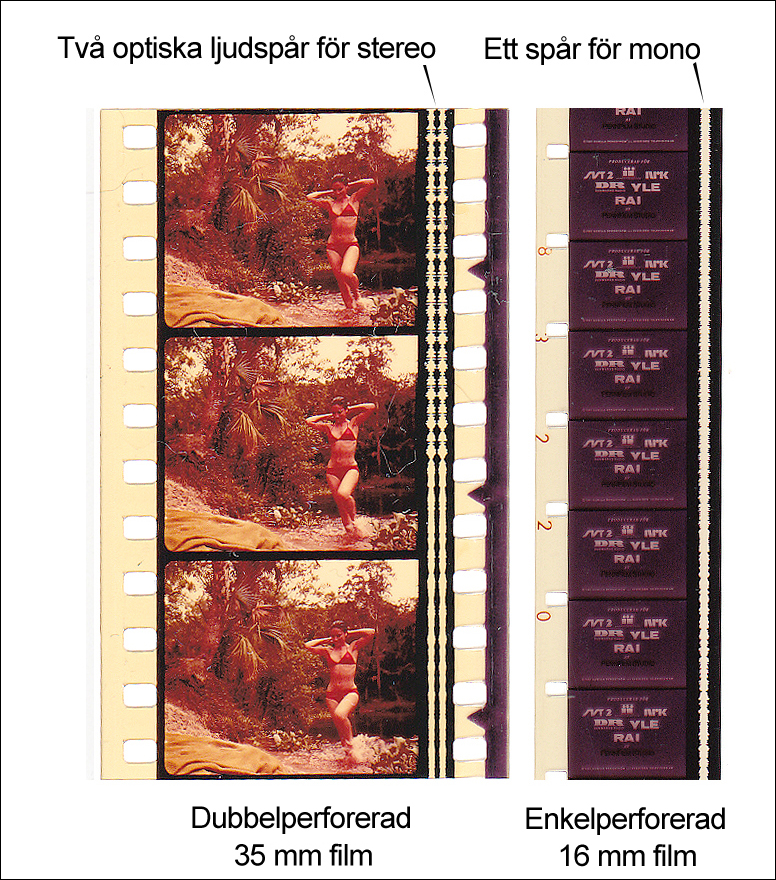
«Нормальная» киноплёнка 35-мм и «узкая» 16-мм с оптическими дорожками

Узкая киноплёнка шириной 16-мм на негорючей диацетатной подложке была выпущена компанией Eastman Kodak в 1923 году, как альтернатива любительской 9,5-мм плёнке «Пате-Бэби» французской студии «Pathé». Попытки двух компаний договориться о создании общего формата оказались безуспешными, и некоторое время стандарты существовали параллельно. В результате успешного внедрения звука на 16-мм киноплёнке и популярности первой цветной обращаемой плёнки Kodachrome, этот формат вытеснил французского конкурента. Принципиальным отличием от киноплёнок, изначально предназначавшихся для профессионального кино, кроме материала подложки стала конструкция кинопроекторов, рассчитанных на такую же зарядку узкоплёночного фильма, как в киносъёмочном аппарате: эмульсией к объективу. Это объясняется тем, что процесс контактной печати изначально не предусматривался для любительского кино, предполагающего использование обращаемой киноплёнки. Поэтому при тиражировании 16-мм фильмокопий для получения на экране прямого изображения применяется оптическая печать через подложку негатива.
При шаге перфорации 7,62 мм (для позитивной киноплёнки) размер стандартного кадра формата 16-мм составляет 10,05×7,45 мм. Размеры кадрового окна кинопроектора несколько меньше: 9,45×7,05 мм. Соотношение сторон экрана такого фильма близко академическому и составляет 1,34:1. Перфорация располагается напротив межкадровых промежутков, а её шаг совпадает с шагом кадра. Первая 16-мм киноплёнка выпускалась только с двухсторонней перфорацией. В 1932 году в связи с распространением звукового кино от одного ряда перфораций отказались, и вся аппаратура стала поддерживать одностороннюю перфорацию. С двухсторонней перфорацией поставляются киноплёнки, не предназначенные для печати фильмокопий с фонограммой и пригодные для высокоскоростной киносъёмки. Некоторые негативные и обращаемые сорта с односторонней перфорацией снабжались двумя магнитными дорожками: широкой, расположенной на месте отсутствующего ряда перфорации, и узкой «балансировочной» с противоположного края. В СССР 16-мм киноплёнка получила широкое распространение, а расположение кадра и фонограммы на фильмокопиях регламентировались по ГОСТ 25704-83.
Негативная и обращаемая 16-мм киноплёнки снабжаются футажными номерами с интервалом в 20 кадров для последующего монтажа. На советских киноплёнках интервал между футажными номерами этих же сортов составлял 40 кадров. Для тиражирования 16-мм фильмокопий использовалась киноплёнка шириной 32-мм с двумя рядами перфораций. При этом с одного 35-мм контратипа путём оптического размножения получали два изображения одного и того же кадра на разных половинах киноплёнки. После печати и лабораторной обработки киноплёнка разрезалась вдоль, давая две идентичные 16-мм фильмокопии с односторонней перфорацией и оптической или магнитной совмещённой фонограммой. Такая технология позволяла удешевить печать, и для неё выпускались специальные кинокопировальные аппараты, например советский «25АМО—1». Широкоэкранные фильмы перепечатывались на такую же киноплёнку аппаратом «23ЮТО—1» с пансканированием. За пределами СССР получила некоторое распространение печать на 16-мм киноплёнке широкоэкранных фильмокопий с анаморфированным кадром.

## Использование

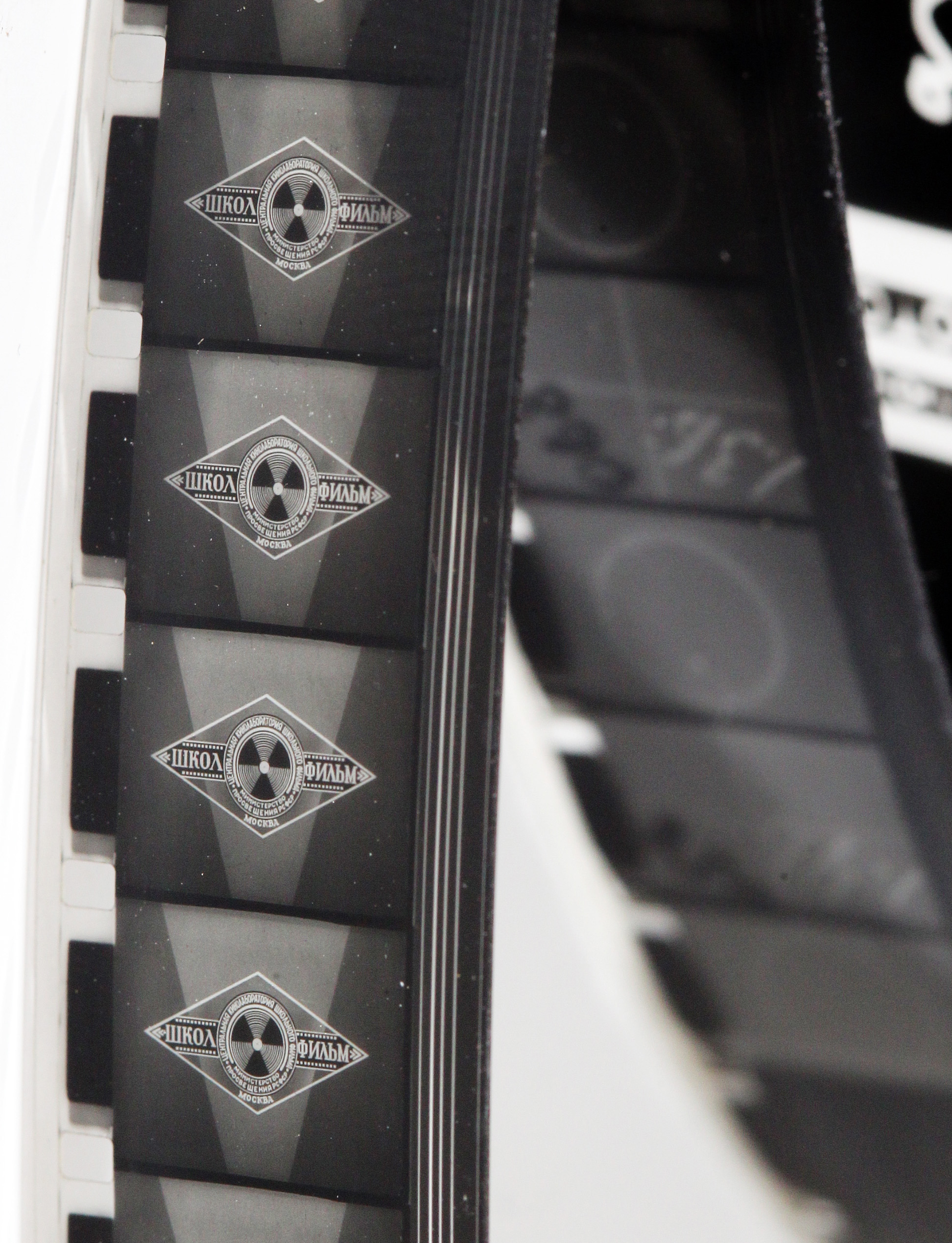
16-мм фильмокопия с оптической фонограммой

Несмотря на малую площадь кадра, в течение десятилетия новый формат получил распространение в профессиональном кино в отраслях, где компактность и мобильность важнее качества изображения. По сравнению с «нормальной» 35-мм киноплёнкой узкая позволяет как минимум вдвое уменьшить массу и размеры киноаппаратуры, а также снизить затраты: себестоимость одной части узкоплёночного фильма в три раза ниже, чем обычного. Вес 16-мм фильмокопии в 5,5 раз ниже обычной, что значительно облегчает транспортировку. 16-мм кинопроекторы, как правило, не требуют стационарной установки и квалифицированного обслуживания, позволяя быстро разворачивать киноустановку в мало приспособленных местах. До всеобщего запрета нитратной 35-мм киноплёнки в 1948 году важнейшим достоинством узкоплёночных фильмов была их пожарная безопасность и возможность организации киносеанса в необорудованных залах. Поэтому копии большинства фильмов дополнительно печатались в дешёвом 16-мм варианте для кинопередвижек и учебных заведений. В США такие фильмокопии можно было взять напрокат для домашнего просмотра. 16-мм киноплёнка использовалась и в профессиональном кинопрокате: в начале 1983 года в СССР доля платных киноустановок, оснащённых аппаратурой этого формата, достигала 18,7% от общего количества. До появления видеокамер и видеомагнитофонов 16-мм кинокамеры широко использовались в документальном и прикладном кинематографе, а также для съёмки телерепортажей, поскольку качество получаемого изображения было достаточным для телевидения стандартной чёткости.
Кроме удобства и мобильности, узкоплёночные камеры оказались менее шумными и лучше приспособленными для синхронной съёмки: некоторые из них позволяли создавать совмещённую фонограмму непосредственно на отснятой плёнке. Узкоплёночные микст-камеры массово выпускались американскими компаниями Auricon, Cinema Products, Mitchell, а также Московским заводом киноаппаратуры (16СР, «Русь» 2СР). Для оперативной подготовки новостных сюжетов могла применяться обращаемая киноплёнка, выпускавшаяся только узких форматов и пригодная для телекинопроекции сразу после лабораторной обработки. Некоторой популярностью пользовалась технология кинопроизводства, предусматривающая съёмку на 16-мм обращаемую киноплёнку с последующей оптической печатью тиража 35-мм дубльнегативов, минуя интерпозитив. Благодаря высокому качеству цветопередачи и мелкому зерну обращаемых плёнок, такой способ давал выигрыш за счёт лёгкости малошумных узкоплёночных кинокамер и вспомогательной операторской техники. С появлением кадра «Супер-16» съёмка кашетированных фильмов на негатив этого формата получила широкое распространение. В 2008 году на 16-мм киноплёнку снимались 24% художественных фильмов во всём мире. С применением узкоплёночной микст-камеры «Cinema Products CP-16A» снят известный фильм «Ведьма из Блэр». Особенно широко 16-мм киноплёнка используется при съёмке телесериалов. Например, все 9 сезонов сериала «Клиника» отсняты узкоплёночными камерами формата «Супер-16».
Малые шаг кадра и масса перемещаемого фотоматериала сделали узкую плёнку предпочтительной в некоторых прикладных областях. В кинорегистраторах видео 16-мм киноплёнка обеспечивала наиболее полную запись телевизионного кадра за счёт специального грейфера с ускорителем, непригодного для 35-мм аналога. Ещё одна область, в которой 16-мм формат оказался выгоднее более широких — скоростная киносъёмка. Высокие скорости доступны не только при непрерывном движении плёнки с оптической компенсацией, но даже с прерывистым, делая полученный материал пригодным для обычного кинематографа. Выгоды от небольших размеров 16-мм кинокамер активно использовались при профессиональной съёмке спорта, позволяя снимать с точек, недоступных 35-мм аппаратуре. Во время зимней Олимпиады 1976 года для отчётного 35-мм фильма проводилась киносъёмка двумя миниатюрными 16-мм камерами «Cinema Products GSAP», закреплёнными на лыжах некоторых спортсменов во время прыжков с трамплина. 
Компактность 16-мм аппаратуры и высокое качество изображения делали формат пригодным и для скрытной киносъёмки спецслужбами. В СССР для этих целей были разработаны кинокамеры «Имбирь», «Заряд», С-97 и другие. 16-мм киноплёнка получила распространение в любительском кино, став особенно популярной после выпуска в 1935 году первой цветной многослойной плёнки Kodachrome именно этого формата. Семью годами раньше Kodak освоил выпуск первой в мире цветной 16-мм киноплёнки с лентикулярным растром. Однако, несмотря на эти достижения, более экономичная 8-мм киноплёнка после своего появления постепенно вытеснила 16-мм формат из любительского кино. В Советском Союзе на 16-мм киноплёнку снимали, в основном, объединения кинолюбителей, организованные при учреждениях культуры.

## 16-мм аппаратура
Первые 16-мм кинокамеры были выпущены компанией Eastman Kodak одновременно с киноплёнкой. Оценив перспективы нового формата, производство соответствующей аппаратуры быстро наладили Bell & Howell, Siemens, Zeiss Ikon и другие предприятия, специализирующиеся на точной механике. Из ранних моделей наиболее известны камеры Filmo и Cine Kodak. Одной из первых 16-мм аппараты профессионального класса стала производить швейцарская компания Bolex.
В СССР первая собственная 16-мм кинокамера «16С-1» выпущена заводом «Ленкинап» в 1948 году. В дальнейшем выпускались любительские («Киев», «Альфа», «Красногорск») и профессиональные 16-мм кинокамеры («Русь 16-СК», «Кинор 16СХ-2М», «Спутник», «16-СП»). В настоящее время 16-мм киносъёмочная аппаратура выпускается только за рубежом: «Arriflex 16SR-3», «Arriflex 416», «Aaton XTR», «Panaflex 16» и др. Выпуск любительской аппаратуры прекращён. Компания «Photo Sonics» выпускает камеру для ускоренной киносъёмки с частотой до 1000 кадров в секунду. В 2000-х годах появился класс цифровых кинокамер с размером сенсора, совпадающим с кадром «Супер-16», и пригодным для 16-мм съёмочной оптики. Наиболее известные из них — шведские «Bolex D16» и «Ikonoskop».

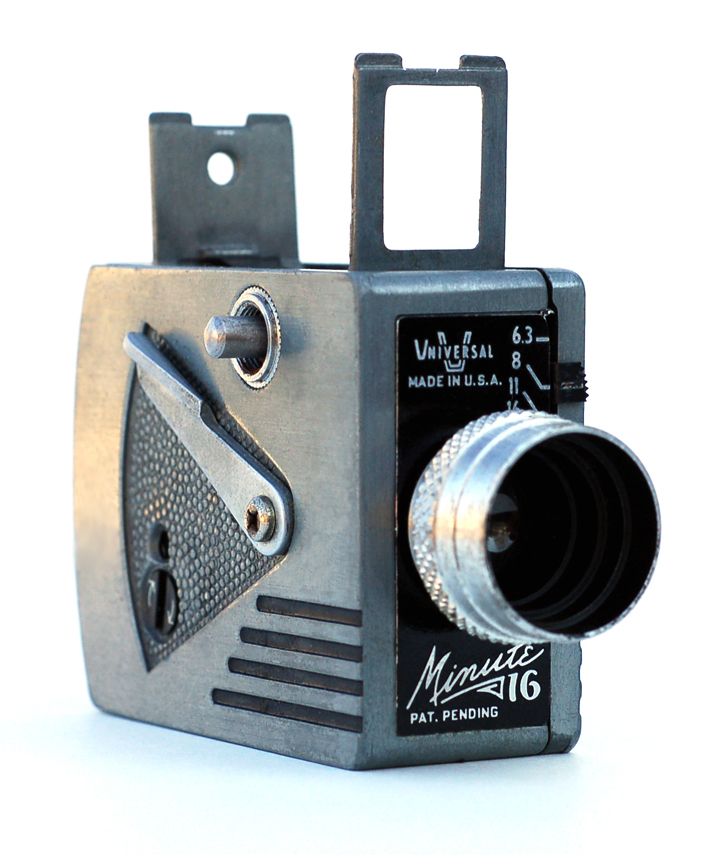
Любительская камера «Minute-16» 1949 год
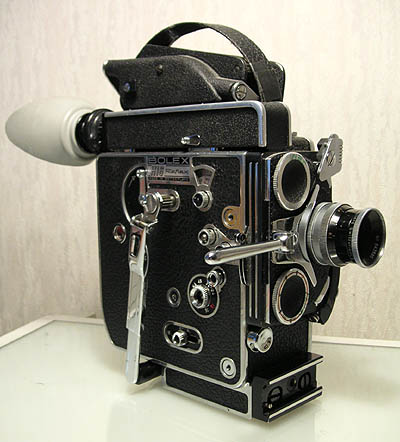
Профессиональная камера «Bolex H16»
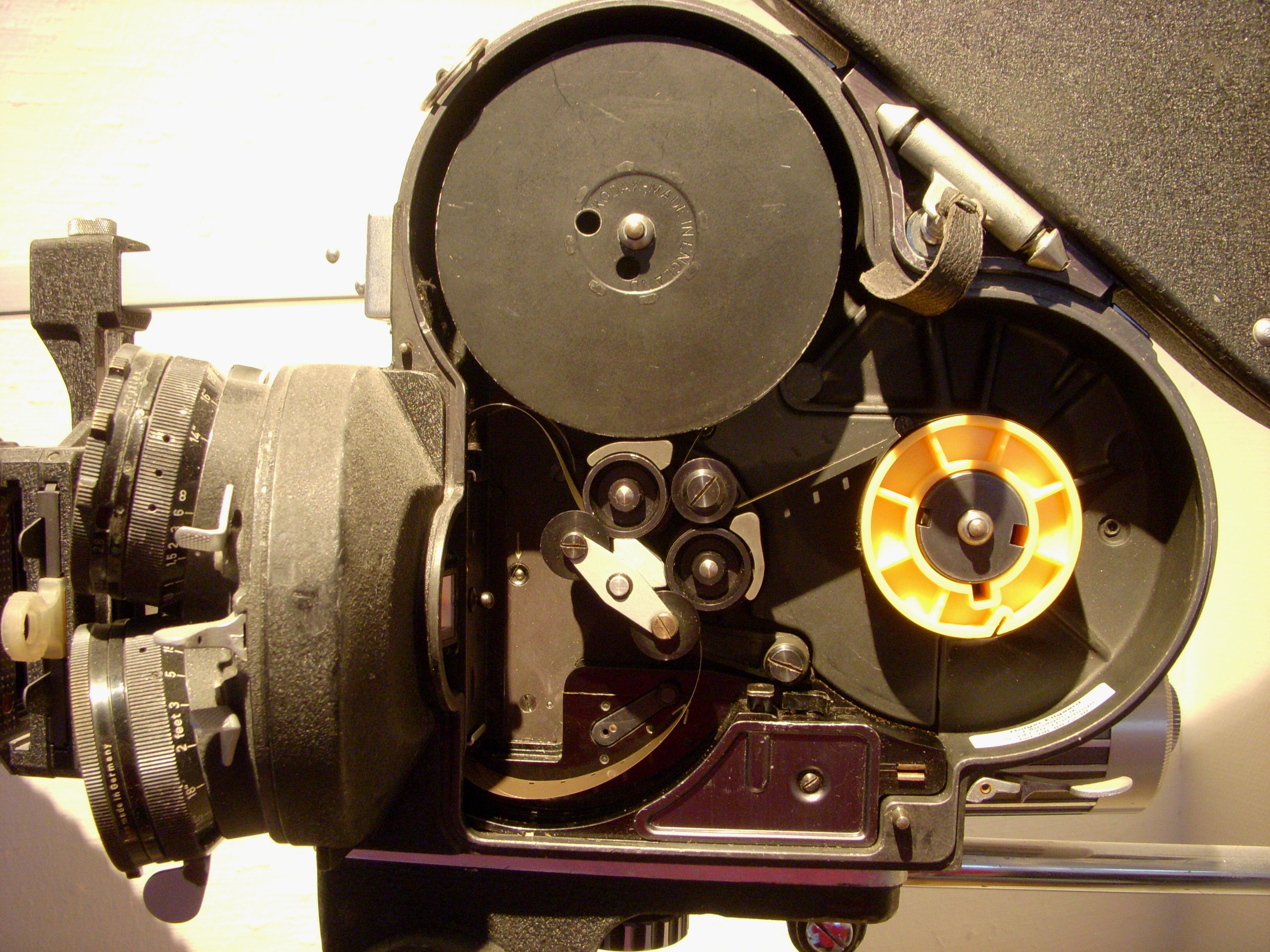
Профессиональная камера «Arri 16 ST»
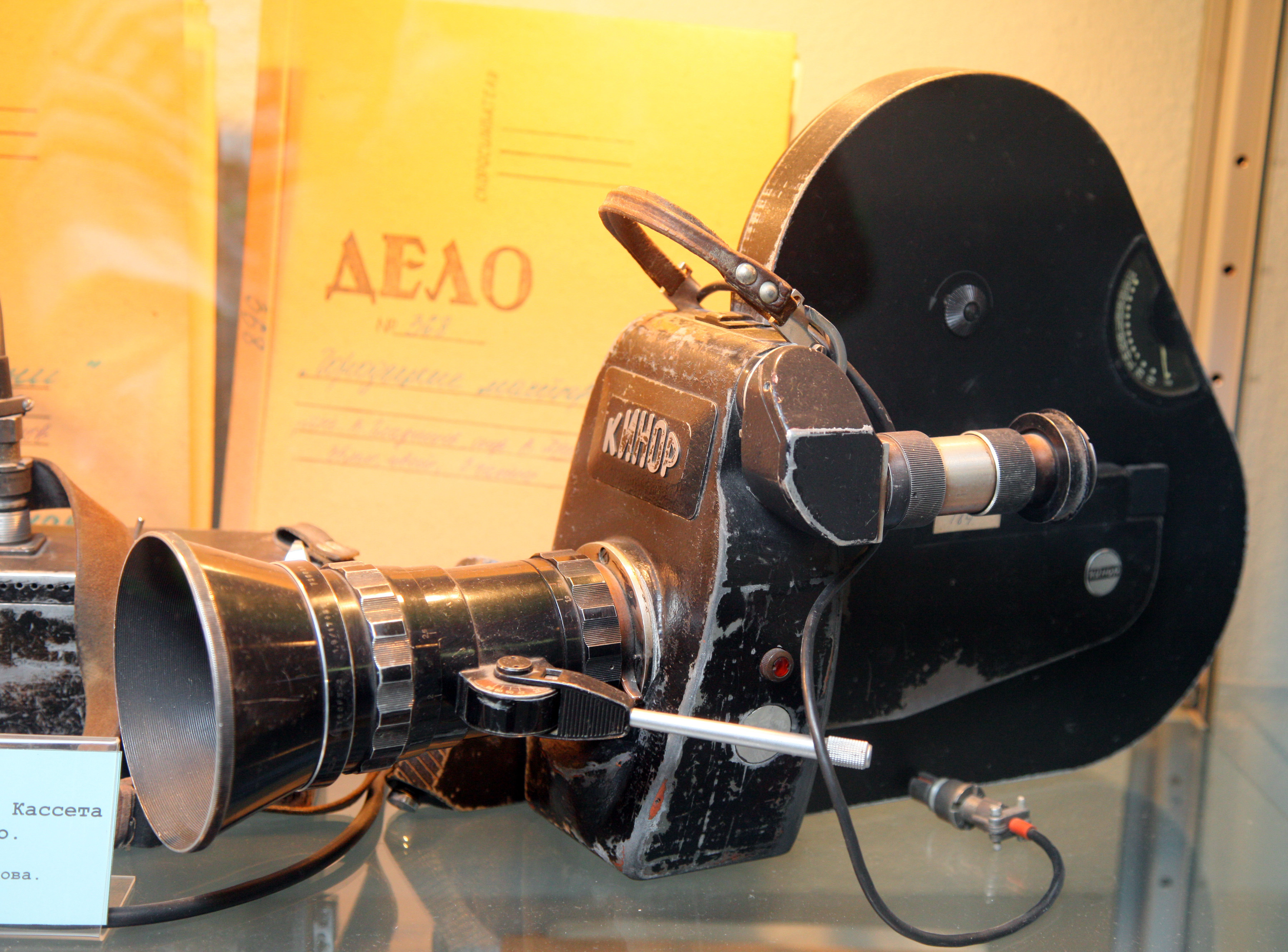
Советский аппарат «Кинор 16СХ-2М»
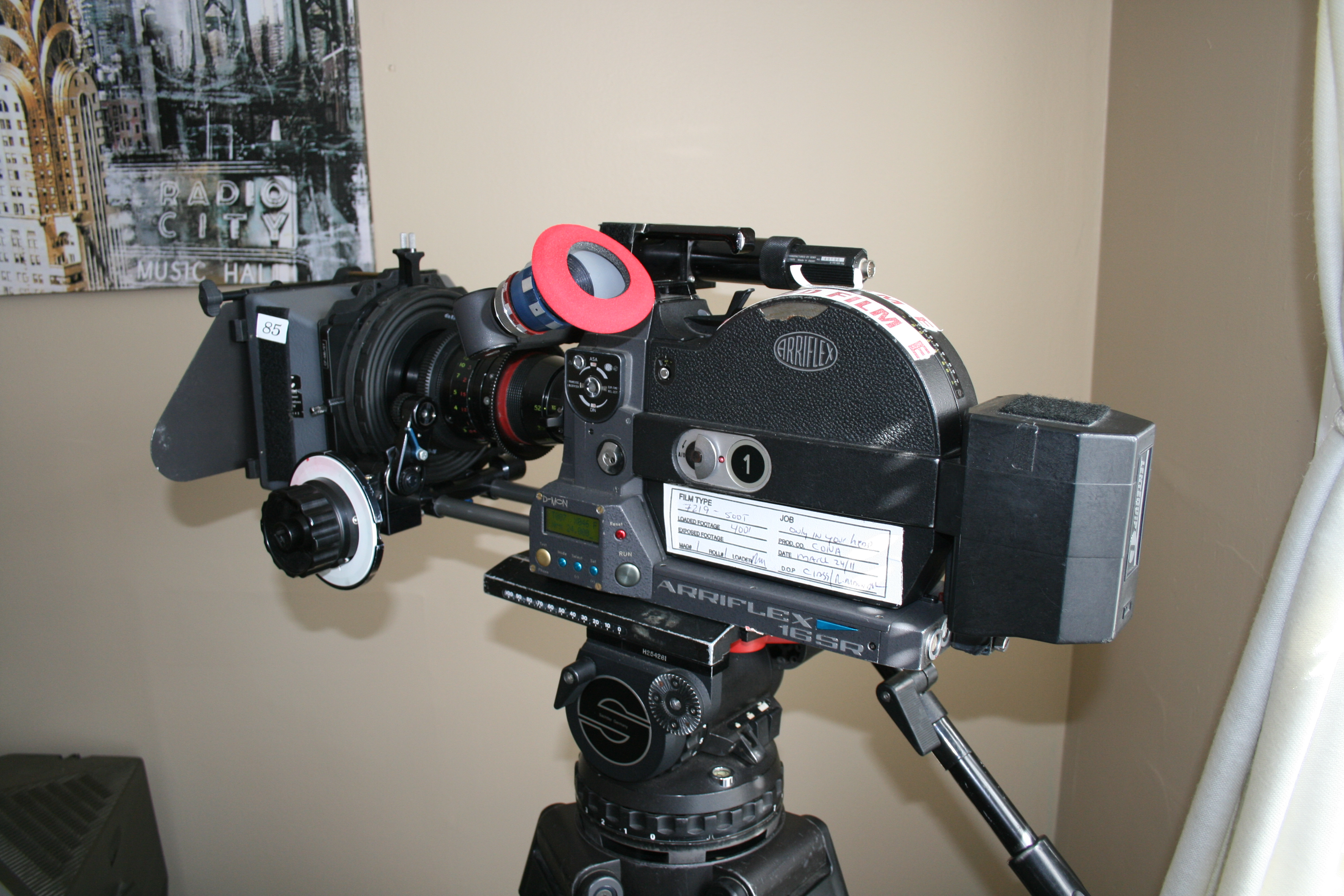
Профессиональный аппарат «Arriflex 16SR»
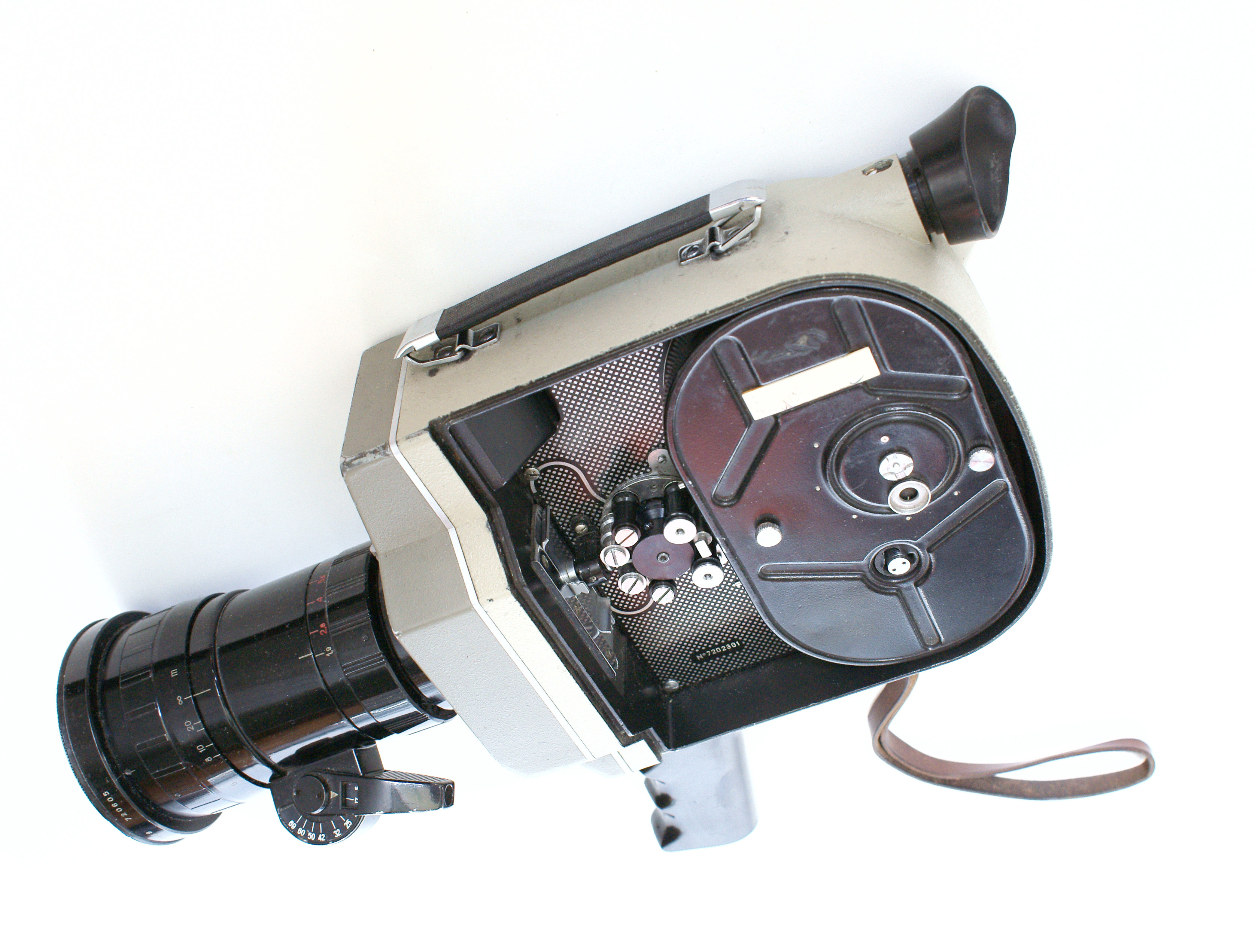
Любительская камера «Красногорск-2»

Первый звуковой 16-мм кинопроектор выпущен на рынок компанией Eastman Kodak в 1936 году. С тех пор подавляющее большинство кинопроекционной аппаратуры этого формата выпускалось с оптической звукочитающей системой, а некоторые модели дополнялись магнитным звукоблоком. В СССР первые немые кинопроекторы «А-16» начали выпускаться в 1932 году одесским заводом треста «Киномехпром». На смену им пришло семейство «16-НП», разные модели которого выпускались до середины 1960-х годов. В дальнейшем выпускались только звуковые аппараты: «16-ЗП-6», «Школьник» ПУ-16-2, «Украина» ПП-16-1, «Украина-4» ПП-16-4 и более современные «Украина-5» П16П1 и «Украина-7» П16П3. Марки «Школьник» и «Украина» централизованно распределялись в учебные заведения, и имелись в большинстве советских школ. 
В отличие от любительских 8-мм кинопроекторов эти аппараты поставлялись только в составе киноустановки, включавшей также автотрансформатор, усилитель звука, громкоговоритель, экран и склеечный пресс. Портативные 16-мм кинопроекторы «ЛКП», «Радуга» КП-1, «Каштан» КЛН-1 и 16-КПЗЛ-3 были рассчитаны на подключение внешнего усилителя или оснащались портативным звуковоспроизводящим устройством в съёмном футляре. Наиболее совершенную конструкцию имели кинопроекторы «Эра-101» и «Эра-103 автомат», оснащённые автоматической зарядкой фильма и дистанционным управлением. Для небольших кинотеатров выпускались стационарные кинопроекторы 16ПС-1 «Черноморец» и КПС-16-2 с ксеноновой лампой, рассчитанные на установку в специальной аппаратной и непрерывный показ двумя постами. Кроме того, выпускалась 16-мм приставка «ЮП-1», предназначенная для демонстрации узкоплёночных фильмов стационарными 35-мм и широкоформатными кинопроекторами.

## Супер-16

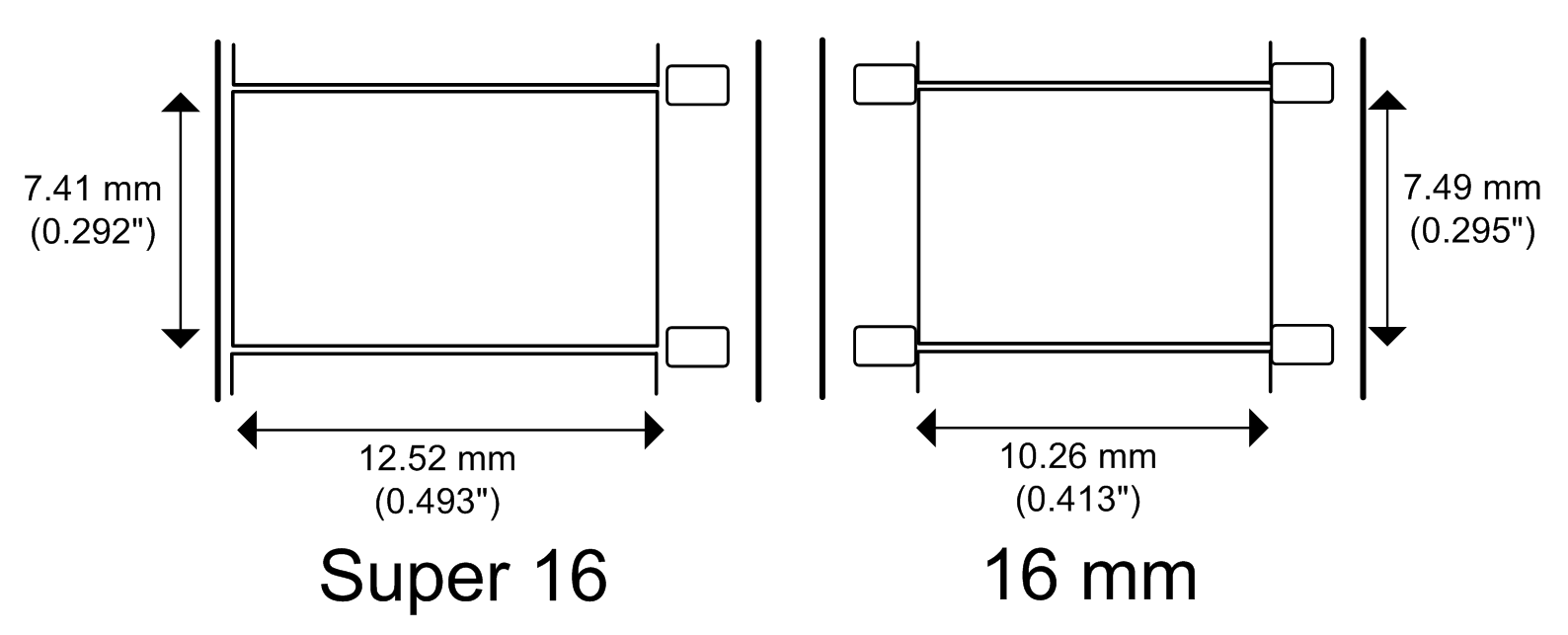
Стандарты Super-16 и 16-мм

В 1969 году шведский кинооператор Руне Эриксон предложил производственный формат — «Супер-16» на 16-мм киноплёнке с односторонней перфорацией. Он был рассчитан на последующее увеличение при оптической печати кашетированных совмещённых фильмокопий на 35-мм киноплёнке. Для печати на 16-мм киноплёнке новый формат непригоден, поскольку ширина его кадра увеличена за счёт отказа от резервирования пространства для звуковой дорожки с одного края плёнки. Первые камеры формата «Супер-16» были получены переделкой стандартных в мастерских киностудий, но через некоторое время многие производители запустили промышленный выпуск оборудования: киносъёмочной аппаратуры, кинокопировальных аппаратов, монтажных столов и т. д. В настоящее время кадр «Супер-16» принят в качестве международного стандарта SMPTE наряду с обычным кадром 16-мм.
В СССР формат не применялся, но в настоящее время широко используется в России и за рубежом для съёмки телесериалов по технологии Digital Intermediate, поскольку информационная ёмкость такого кадра на современных сортах плёнки достаточна для телевидения высокой чёткости.

## Ультра-16
Впервые использован кинооператором Фрэнком Демарко при съёмках кинопроб для фильма «Пи». Формат «Ультра-16» так же является производственным и отличается от «Супер-16» симметричным расположением кадра относительно киноплёнки. Кадр «Ультра-16» получается увеличением стандартного на 0,77 мм с каждой стороны по ширине. При этом углы экспонируемого участка частично заходят на перфорацию. Полезная площадь кадра с соотношением сторон 1,85:1 занимает всю высоту между перфорациями и составляет 11,8×6,25 мм. С него возможна оптическая печать кашетированных фильмокопий, а также получение видео высокой чёткости формата 16:9
Достоинство формата заключается в более простой переделке стандартной киносъёмочной аппаратуры, чем для «Супер-16» с такой же площадью кадра. Для кадрирования может использоваться штатный видоискатель, поскольку кадровое окно растачивается симметрично. Остаётся пригодной вся 16-мм оптика без бокового смещения байонета относительно оси киноплёнки. Более того, просмотр полученного фильма возможен стандартным кинопроектором с незначительным срезанием изображения справа и слева, а после доработки фильмового канала кадр виден целиком. В отличие от «Супер-16» новый размер кадра не принят в качестве международного стандарта, и используется кинематографистами неофициально. Съёмочная аппаратура этого формата не выпускается промышленно, а переделывается из обычной.